# Rikken Kaishintō

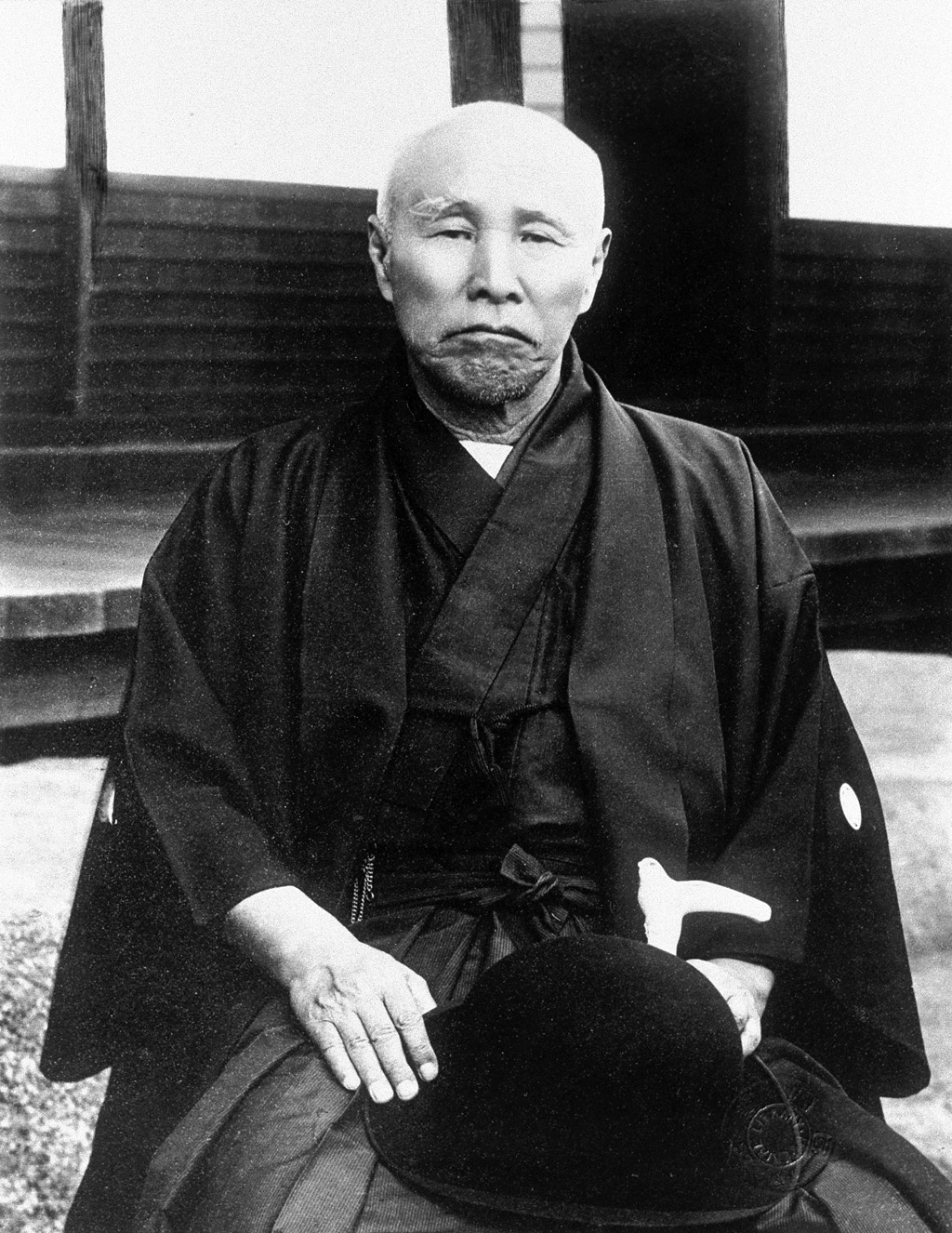
Ōkuma Shigenobu, fundador do partido japonês Rikken Kaishintō.

O Rikken Kaishintō (立憲改進党, Partido Constitucional Progressista). foi um partido político japonês que existiu durante a era Meiji.
Foi fundado por Shigenobu Ōkuma em abril de 1882, com a ajuda de Ryusuke Yano, Tsuyoshi Inukai e Yukio Ozaki. Recebeu apoio financeiro do zaibatsu Mitsubishi e teve um apoio considerável da imprensa japonesa em janeiro e dos intelectuais urbanos.
O Kaishintō perseguiu um ideal moderada, reivindicando uma monarquia constitucional similar ao Reino Unido como parte de uma democracia parlamentar. No discurso inaugural da festa, Ōkuma salientou o papel simbólico do monarca no tipo de governo que eles queriam. Ele também disse que os radicais que apoiavam o envolvimento direto do imperador nas decisões políticas poderiam acabar com a instituição imperial.
Na primeira eleição da Dieta em 1890, o Kaishintō conseguiu 46 cadeiras na Câmara dos Deputados, tornando-se o segundo maior partido depois do Partido Liberal Jiyuto.
Então o Kaishintō adotou uma política externa nacionalista e, em março 1896, fundiu-se com outros pequenos partidos nacionalistas para formar o Shinpotō (進歩党).